# Giovanni Dandolo
Giovanni Dandolo (Velence, 13. század – Velence, 1289. november 2.), a Velencei Köztársaság negyvennyolcadik dózséja volt 1280-tól haláláig.

## Élete
Elődje, Jacopo Contarini 1280. március 6-án történt lemondatása után a városban uralkodó zavaros állapotok miatt csak 1280. március 31-én választották meg. Hivatalát nem tudta azonnal elfoglalni, mert lekötötték a lázadó isztriai városok ellen folytatott hadműveletek. Giovanni Dandolo az 1262-ben vívott Sette Pozzo melletti csata híres tábornokának, Gilberto Dandolónak volt a fia, és megválasztásakor már komoly politikai és katonai karrier állt mögötte. Feleségétől, az ismeretlen családból származó Caterinától négy fia, Andrea, Giovanni, Marco és Enrico, valamint egy lánya Maria született. Maria a későbbi dózse Pietro Gradenigo (1289-1311) testvéréhez, Mario Gradenigóhoz ment feleségül.
Giovanni Dandolo uralkodásának legfontosabb külpolitikai eseménye az Anconával folyó harcok lezárása volt, amelyről a békeszerződést 1281. március 3-án írták alá Ravennában. A többi külpolitikai problémára uralkodása alatt nem sikerült megoldást találnia. Az isztriai városokkal való konfliktus egy rövidebb, békés időszak után nyílt háborúskodásba torkollott, Krétán a Palaiologosz dinasztiából származó VIII. Mihály bizánci császár robbantott ki konfliktust Velence ellen és a rendet csak két évtizedes harc után tudták helyreállítani. Újra felmerült egy Konstantinápoly elleni újabb hadjárat lehetősége is, az erről folytatott tárgyalások végén 1281-ben Orvietóban írtak alá egy megállapodást a résztvevők, Dandolo dózse mellett II. Károly nápolyi, és III. Fülöp francia király. A megállapodást szerint Velence 40 gályával járult volna hozzá a hadműveletekhez, az indulást 1283 tavaszára tervezték Brindisiből, de a Szicíliai vecsernye meghiúsította a terveket. IV. Márton pápa szerette volna a hadjáratot Szicília felé irányítani, hogy a szigetet visszafoglalják III. Aragóniai Pétertől, de Velence ilyen feltételekkel nem kívánt részt venni a harcokban, így a várost a pápa kiközösítette. Az egyházi átkot csak 1285-ben oldotta fel utóda IV. Honorius pápa a megválasztásakor Rómába küldött Velencei követek közbenjárására. Közben az isztriai városokkal folytatott harcok egyre hevesebbé váltak, ennek oka Aquileia pátriárkája volt, aki nyílt lázadást szított a velencei uralom ellen. Capodistria városának ostromát Velence Andrea Baseggióra bízta, de a törökök által is támogatott területet nem tudta elfoglalni, és egyre több területen törtek ki zavargások. Velence kénytelen volt újabb flottákat küldeni a térségbe, a hadműveletek Marco Corner és Mariano Morosini vezetésével egészen 1285 márciusáig folytak, amikor egy földrengés és egy súlyos károkat okozó árvíz miatt Velence számára is fontossá vált a békekötés. A harcok két év múlva újrakezdődtek, továbbra is Aquileia pátriárkájának kezdeményezésére, és átterjedtek Friuli tartományra is, ahol Gorizia grófja volt a lázadók vezetője. Triesztben a felkelők börtönbe zárták a velencei nemességhez tartozó Marino Selvót és lányát. Ezután város ostromát Marino Morosini vezette de nem tudta elfoglalni, mert a pátriárka segítségül hívta Habsburg Rudolf seregeit, így a velenceiek kénytelenek voltak a város ostromát feladni és visszavonulni. Marino Morosinit a vereség után Velencében bíróság elé állították és bebörtönözték. A sikertelen ostrom után fegyverszünetet kötöttek az isztiai városokkal, de a harcokat lezáró békeszerződést pápai közvetítéssel csak 1304-ben írták alá Pietro Gradenigo dózse uralkodása alatt.

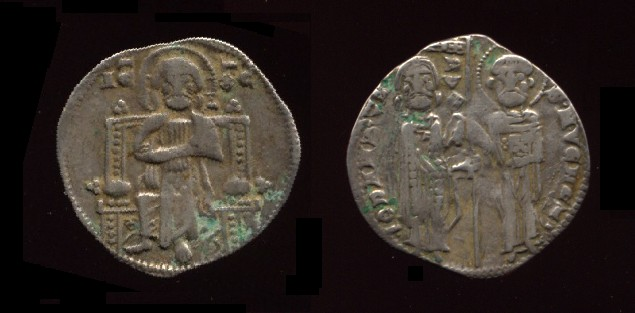
Egy Giovanni Dandolo dózse uralkodása alatt vert pénzérme

Velencében 1284. október 31-én verték az első aranypénz, a dukátot, amelyet később zecchinónak neveztek el, mert a Zeccában (Velence pénzverdéje) készült. A másik jelentős belpolitikai esemény a hatalom központosításának kísérlete volt, amely a következő dózse Pietro Gradenigo idejében gyorsult fel. Már Jacopo Contarini idejében is voltak központosításra utaló jelek, amikor a nemesek törvénytelen gyermekeit kizárták a Maggior Consiglióból (Nagytanács). 1286-ban a Quarantia (Negyvenek Tanácsa) felvetette hogy Maggior Consiglio tagjait ezután ne válasszák, hanem öröklés útján lehessen bekerülni a tagok közé. A törvény a dózse ellenállása miatt nem lépett életbe. Giovanni Dandolo 1289. november 2-án halt meg, és a Santi Giovanni e Paolo-templomban temették el. Porfírszarkofágjából csak névtáblája maradt meg, amelyet később a templom bal oldali falában helyeztek el.